# Sint-Jansboschgroeve V

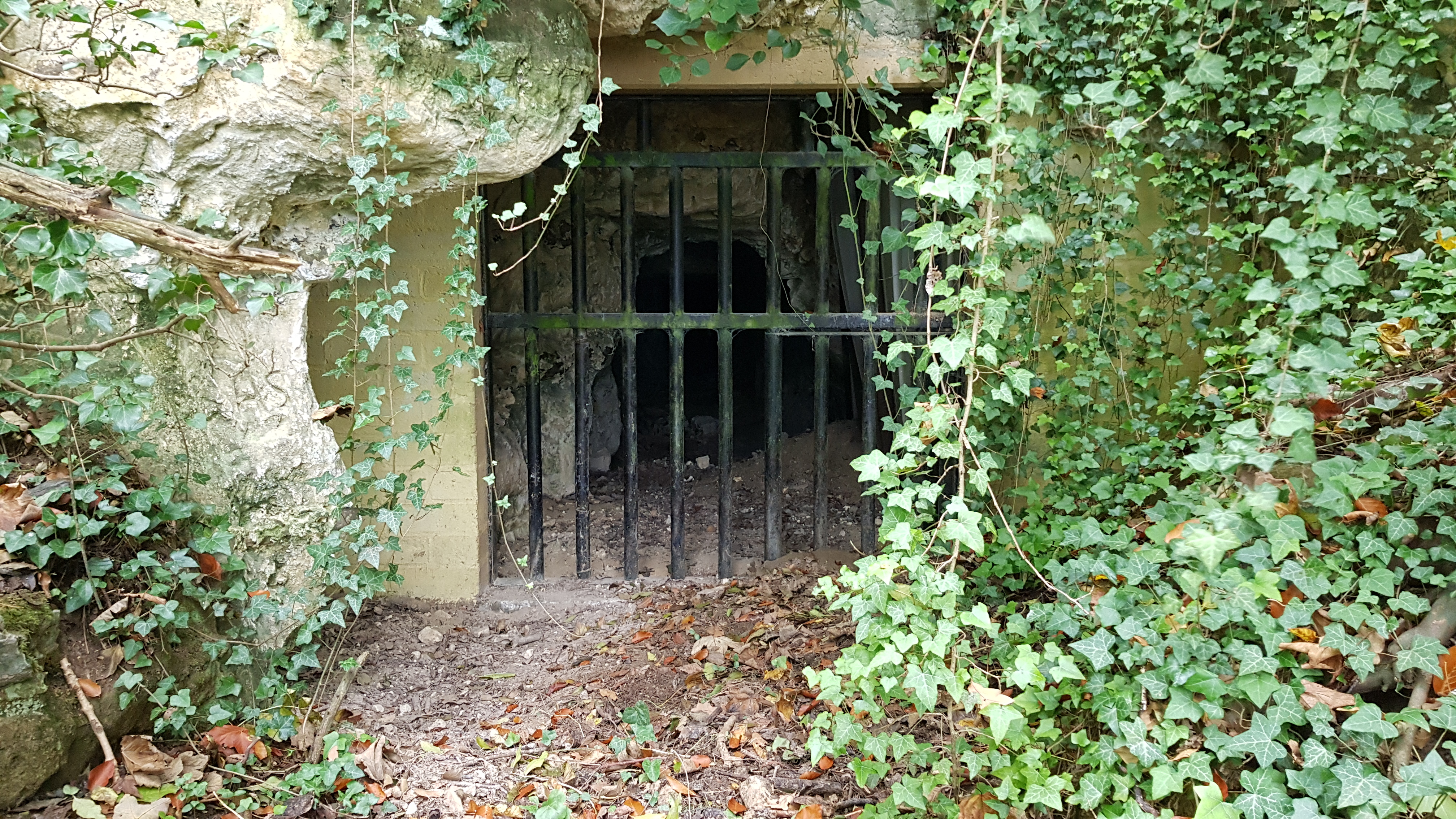
Sint-Jansboschgroeve V

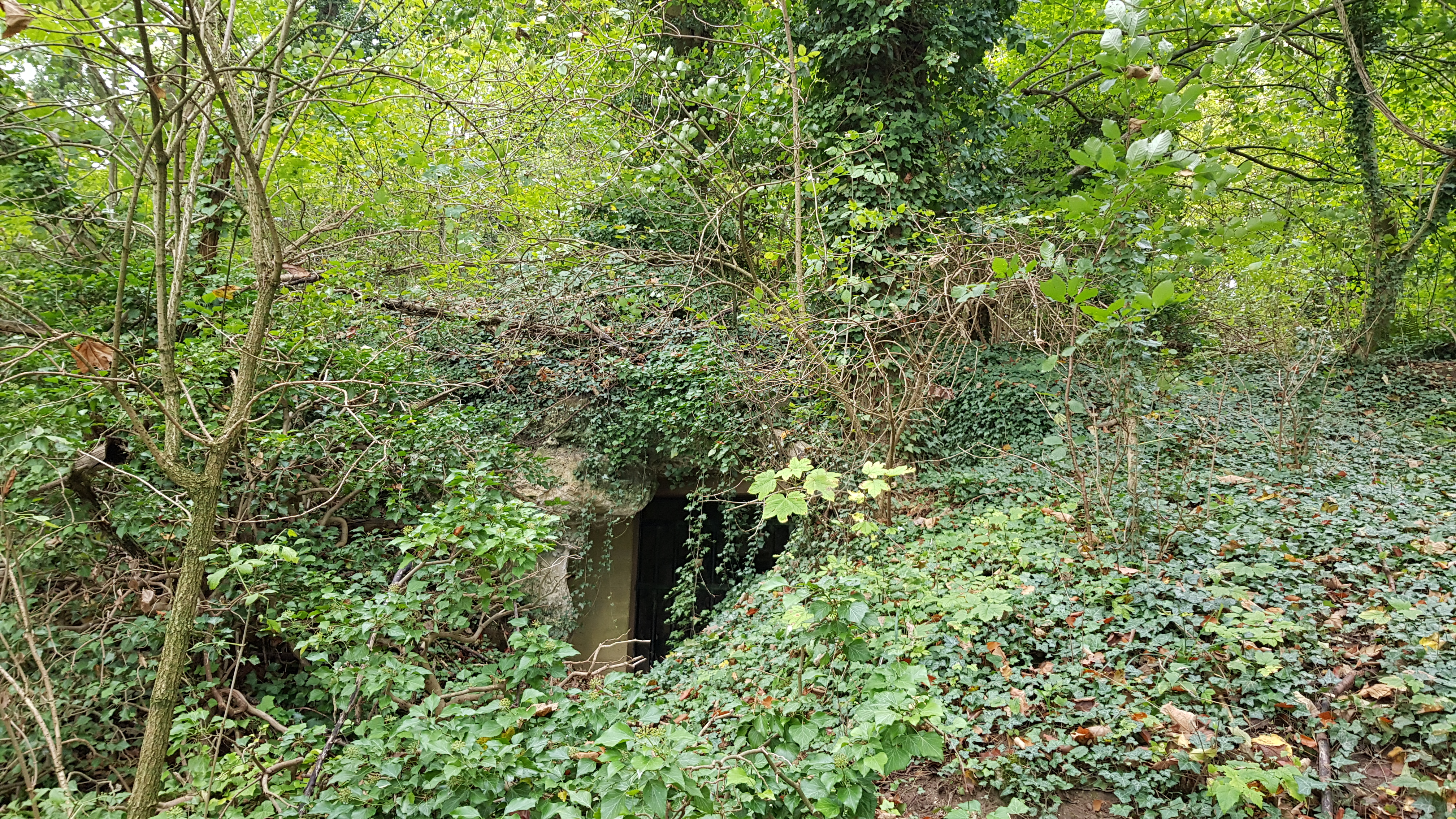
De groeve verscholen in het groen

De Sint-Jansboschgroeve V is een Limburgse mergelgroeve in de Nederlandse gemeente Valkenburg aan de Geul in Zuid-Limburg. De ondergrondse groeve ligt ten zuidwesten van Oud-Valkenburg in het oordwesten van het Sint-Jansbosch op de noordoostelijke rand van het Plateau van Margraten in de overgang naar het Geuldal. Ter plaatse duikt het plateau een aantal meter steil naar beneden. Van de vijf Sint-Jansboschgroeven is deze groeve het laagst gelegen en ligt niet ver van de oostelijke bosrand van het Sint-Jansbosch.
Binnen 80 meter naar het westen liggen de Sint-Jansboschgroeve IV, Sint-Jansboschgroeve III, Sint-Jansboschgroeve II en Sint-Jansboschgroeve I. Op ongeveer 150 meter naar het noordwesten ligt de Groeve Pruus Karel I, op ongeveer 300 meter naar het zuiden ligt de Groeve Essenbosch IV en op ongeveer 270 meter naar het zuidoosten ligt de Groeve van de Scheve Spar II.

## Geschiedenis
Van de 17e tot in de 19e eeuw werden de groeven door blokbrekers ontgonnen voor de winning van kalksteen.

## Groeve
De groeve heeft een oppervlakte van ongeveer 104 vierkante meter en een ganglengte van ongeveer 20 meter.
De groeve is afgesloten met een hekwerk zodat vleermuizen en andere dieren de groeve kunnen gebruiken als verblijfplaats.

## Geologie
De groeve is uitgehouwen onder de Horizont van Schiepersberg in de Kalksteen van Gronsveld uit de Formatie van Maastricht.